# Throphu Tshülthrim Sherab
| Tibetische Bezeichnung                                |
| ----------------------------------------------------- |
| Wylie-Transliteration: khro phu tshul khrims shes rab |
| Chinesische Bezeichnung                               |
| Vereinfacht: 绰普•次程喜饶                            |
| Pinyin:Chuopu Cicheng Xirao                           |

Throphu Tshülthrim Sherab (tib.: khro phu tshul khrims shes rab; geb. 1173; gest. 1225) war ein berühmter Übersetzer der Throphu-Kagyü-Tradition (khro phu bka’ brgyud), einer der Acht kleinen Schulen der Kagyü-Schultradition des tibetischen Buddhismus.
Er war Schüler von Kache Panchen (Śākyaśrībhadra).
Seine Wirkungsstätte war das Throphu-Kloster, das Gründungskloster dieser Schulrichtung, im Gebiet von Tsang (Kreis Sa’gya, Xigazê).